# Església Assíria Oriental
L'Església Apostòlica Assíria de l'Orient o Santa Església Apostòlica Catòlica Assíria de l'Orient (Itt Qaddisht wa-Shlikhit Qattoliqi d-Madnkh d-try) abreujadament Església Assíria Oriental o Església Assíria de l'Est, és una entitat religiosa autocèfala de tradició siríaca oriental. Forma part del conjunt de les Esglésies dels dos concilis. El cap de l'Església porta el títol de catolicós o patriarca de la Santa Església Apostòlica Catòlica Assíria de l'Orient (o el «més tradicional» de Métropolità de Selèucia-Ctesifon, Catolicós i Patriarca de l'Orient), amb residència actual a Morton Grove, prop de Chicago als Estats Units.
L'Església Apostòlica Assíria de l'Orient és igualment coneguda sota altres noms: Santa Església Apostòlica Catòlica Assíria de l'Orient, Església Apostòlica de l'Orient i dels Assiris, Església Apostòlica Assíria de l'Est, Església Nestoriana, Església persa, Església Ortodoxa de Pèrsia, Església de l'Orient, Església de l'Est, Església de l'Orient dels Assiris, Església Siríaca Oriental
, Església Siro-oriental, Església Caldea Ortodoxa, Església Caldea Nestoriana, Església Assíria Ortodoxa, Església Siriana d'Orient, Església Siríaca d'Orient.

## Història
L'Església Apostòlica Assíria de l'Orient és una de les hereves de l'antiga Església de Pèrsia que va ser una de les primeres Esglésies cristianes. Segons la tradició, hauria estat fundada per l'apòstol Tomàs.
Durant el període persa sassànida el 310 el bisbe de Selèucia del Tigris - Ctesifont Mar Papa bar Gaggaï federa les diferents Esglésies locals i es converteix en catolicós de l'Orient, tot romanent dins la jurisdicció de l'Església d'Antioquia. El 410 després d'un període de persecucions, l'Església de Pèrsia es reorganitza en el moment d'un concili a la ciutat de Selèucia i s'adopta el títol de patriarca. El 424 en el moment d'un nou concili a Selèucia, l'Església de Pèrsia es declara independent de l'Església d'Antioquia. El 431 el Concili d'Efes condemna Nestori, el patriarca de Constantinoble, i les seves posicions cristològiques. L'Església de Pèrsia no en reconeix les conclusions.
Durant el període àrab el 1258 Bagdad és presa pels mongols.
Durant el període turc otomà el 1450 el càrrec de patriarca esdevé hereditari. El 1692 una segona línia patriarcal és creada per Simó que trenca la unió amb Roma. El 1804 la línia patriarcal original queda extinta.
En època contemporània l'any 1968 un cisma porta a la creació d'una nova Església: l'Antiga Església de l'Est. El 1975 L'Església renuncia a tota referència al nestorianisme. El setembre del 2006 el catolicós-patriarca va visitar el nord de l'Iraq.

## Organització

### Seu patriarcal
La seu de l'Església, a l'origen a Selèucia-Ctesifont, ha estat desplaçada diverses vegades: a Bagdad (vers el 780), a Maragha, a Mossul, a Jazira, al monestir de Rabban Hormizd, a Qotchanès (massís muntanyós del Hakkari) i a Morton Grove, prop de Chicago.
En el sínode de gener de 1990, celebrat a Bagdad, l'Església de l'Orient va decidir la transferència de la seu patriarcal a Bagdad. Aquesta transferència no es va poder fer a conseqüència de la Guerra del golf a partir d'agost de 1990.

### Organització territorial
L'Església està dividida en diverses arxidiòcesis i diòcesis:
- Arxidiòcesi patriarcal (i diòcesi de l'est dels Estats Units)
  - Diòcesi de l'oest dels Estats Units (Phoenix)
  - Diòcesi de California occidental (San José)
  - Diòcesi del Canadà (Etobicoke, Ontario)
  - Diòcesi d'Austràlia i de Nova Zelanda (Fairfield)
- Arxidiòcesi de l'Iraq, de Rússia i de Jordània
  - Diòcesi de Bagdad
  - Diòcesi de Nohadra (Dahuk, nord de l'Iraq) i de Rússia
- Arxidiòcesi de Malabar i de tota l'Índia (Thrissur)
- Arxidiòcesi del Líban, de Síria i d'Europa (Beirut)
  - Diòcesi de Síria
  - Diòcesi d'Europa (Norsborg, prop d'Estocolm)
- Diòcesi de l'Iran (vacant)

## Relacions amb les altres esglésies
Des de 1994, l'Església Apostòlica Assíria de l'Orient participa en una sèrie de discussions ecumèniques amb les altres Esglésies de tradició siríaca, a la iniciativa de la Fundació Pro Orient, organisme dependent del diòcesi catòlica de Viena a Àustria. Aquestes discussions reuneixen representants d'Esglésies catòliques i separades, de tradició siríac occidental (Església Ortodoxa Siríaca, Església Catòlica Siríaca, Església Ortodoxa Malankare, Església catòlica Siro-malankare, Església Maronita i de tradició siríaca oriental (Església Apostòlica Assíria de l'Orient, Antiga Església de l'Orient, Església Catòlica Caldea, Església Catòlica Siro-malabar).
El 15 d'agost de 1997, el patriarca Mar Dinkha IV i el patriarca Raphaël I Bidawid de l'Església Catòlica Caldea van signar un "Decret sinodal conjunt per a la Promoció de la Unitat", marcant els progressos del diàleg entre les dues Esglésies Siríaques Orientals.

### Relacions amb l'Antiga Església de l'Orient
- 1 de febrer de 1990 Trobada eclesiàstica d'alt nivell a Bagdad en vista d'una eventual reunificació.

### Relacions amb l'Església catòlica romana
- 1964 Dos observadors (ciutadans americans) assisteixen a la tercera sessió del Concili del Vaticà II.
- 1984 Visita oficial del patriarca Mar Dinkha Iv a Ciutat del Vaticà. Trobada amb el papa Joan Pau II.
- 11 de novembre de 1994, Signatura a Ciutat del Vaticà d'una «Declaració cristològica comuna»[10] entre el papa Joan Pau II i el patriarca Mar Dinkha IV.
- 2007 Nova visita oficial del patriarca Mar Dinkha IV al Vaticà. Trobada amb el papa Benet XVI.

## Llista de primats
El nom previ Mar és honorífic i equival a monsenyor.

### De l'origen al Concili d'Efes

#### Bisbes de Selèucia-Ctesifont
- Sant Tomàs apòstol vers 35
- Mar Addai (Tadeu)
- Mar Agai
- Mar Mari
- Mar Abris
- Mar Abraham I
- Mar Yacob I
- Mar Ahha
- Mar Shahioupa
  - vacant

#### Catolicós de l'Orient
- Mar Papa bar Gaggaï
- Simeó bar Sabas
- Mar Bar Bashmin
  - seu vacant
- Mar Toumarsa
- Mar Qaioma (mort el 399)
- Mar Issac (399- vers 410)

#### Catolicós-patriarques de l'Orient
- Mar Ahha (vers 410-415)
- Mar Yab-Alaha I (415-420)
- Mar Maana (420)
- Mar Frabokht (420-421)
- Mar Dadisho I (421-456)

### Després del Concili d'Efes

#### Patriarques de l'Orient
- Mar Babwahi (457-484)
- Mar Aqaq-Acace (484-496)
- Mar Babai I (497-503)
- Mar Shila (503-c.520)
- Mar Narsai Elisha (c.520-c.535)
- Mar Paul I (c.535-c.540)
- Mar Aba I (c.540-552)
- Mar Joseph I (552-566)
- Mar Ezekiel (566-581)
- Mar Isho-Yab I (581-596)
- Mar Sabrisho I (596-604)
- Mar Gregorius I (604-607)
  - vacant (607-628)
    - Mar Babai el Gran (coadjutor) 609-628; junt amb:
    - Mar Aba (coadjutor) 609-628
- Mar Isho-Yab II (628-644)
- Mar Emme (644-647)
  - vacant (647-649)
- Mar Isho-Yab III (649-660)
- Mar Guiwarguis I (661-680)
- Mar Yohannan I Bar Marta (680-682)
  - vacant (682-685)
- Mar Hnan-Isho I (685-700)
  - vacant (700-714)
- Mar Sliwa Zkha (714-728)
  - vacant (728-731)
- Mar Pethion (731-740)
- Mar Aba (741-751)
- Mar Sorine (752)
  - vacant (752-754)
- Mar Yacob II (754-773)
- Mar Hnan-Isho II (774-780)
- Mar Timothee I (780-c.825)
- Mar Isho Ben Noun (c.825-828)
- Mar Guiwarguis II (828-832)
- Mar Sabrisho II (832-836)
- Mar Abraham II (837-850)
  - vacant (850-853)
- Mar Theodossious I (853-858), amb Mar Theodossious, el Patriarcat fou transferit a Bagdad.)
  - vacant (853-860)
- Mar Sarguis I (860-872)
  - vacant (872-877)
- Mar Israel (877)
- Mar Anoshel (877-884)
- Mar Yohannan II Bar Narsai (884-892)
- Mar Yohannan III (893-899)
- Mar Yohannan IV Bar Abgare (900-905)
- Mar Abraham III (905-937)
- Mar Emmanuel I (937-960)
- Mar Israel Karkhaya (961-962)
- Mar Abdisho I (963-986)
- Mar Bar Tobia (987-1000)
- Mar Yohannan V (1000-1012)
- Mar Yohannan VI Bar Nazuk (1012-1020)
- Mar Isho-Yab IV Bar Ezechiel (1020-1025)
  - vacant (1025-1028)
- Mar Eliyya I (1028-1049)
- Mar Yohannan VII Bar Targala (1049-1057)
- Mar Sabrisho III (1057-1071)
- Mar Abdisho II bar Ars Autraya (1071-1091)
- Mar Makkikha I Bar Shlemon (1092-1110)
- Mar Eliyya II Bar Maqli (1110-1132)
- Mar Bar Sauma I (1133-1136)
  - vacant (1136-1139)
- Mar Abdisho III Bar Moqli (1139-1148)
- Mar Isho-Yab V (1148-1176)
- Mar Elie III (1176-1190)
- Mar Yab-Alaha II Bar Qaiyuma (1190-1222)
- Mar Sabrisho IV Bar Qaioma (1222-1226)
- Mar Sabrisho V Bar Almassihi (1226-1256)
- Mar Makkikha II (1257-1265)
- Mar Denha I (1265-1282)
- Mar Yaballaha III Bar Turkaye (1283-1317). Amb Mar Yab-Alaha, el Patriarcat fou tarslladat a Tabriz.)
- Mar Timothee II (1318-1332)
- Mar Denha II (1332-1364)
- Mar Shimun II (1365-1392). Amb Mar Shimun II, el Patriarcat fou transferit a Mossul.
  - vacant (1392-1403)
- Mar Shimun III (1403-1407)
  - vacant (1407-1437)
- Mar Eliyya IV (1437)
- Mar Shimun IV (1437-1497)
- Mar Shimun V (1497-1501)
  - vacant (15014-1503)
- Mar Shimun VI (1503-1538) Amb Mar Shimun VII, el Patriarcat fou transferit a Alqosh.
- Mar Shimun VII (1538-1551)
- Mar Shimun VII (1538-1551) establiment del patriarcat hereditari.
- Mar Dinkha Shimun VIII bar Mama 1552-1558 junta amb:
- Mar Shimun IX 1551-1558
- Mar Eliyya VI 1558-1576
- Mar Eliyya VII 1576-1591
- Mar Eliyya VIII 1591-1617 (en comunió amb Roma)
- Mar Eliyya IX Shimun 1617-1660 (en comunió amb Roma)
- Mar Eliyya X Yohannan Marogin 1660-1700
- Mar Eliyya XI Marogin 1700-1722
- Mar Elyya XII Denha 1772-1778
- Mar Eliyya XIII Isho-Yab 1778-1804 (extinció de la dinastia)

Branca separada de l'Església Catòlica Caldea
- Mar Simon XIII Dinkha (1692 - 1700)(a Qochanis) 1662-1700
- Mar Simon XIV Sleman (1700 - 1740)
- Mar Simon XV Maqdassi (1740 - 1780)
- Mar Simon XVI Yohanan (1780 - 1820)
- Mar Simon XVII Abraham (1820 - 1861)
- Mar Simon XVIII Rouel (1861 - 16 de març de 1903)
- Mar Simon XIX Benjamin (30 de març 1903 - 16 de març 1918)
- Mar Simon XX Paul (23 d'abril de 1918 - 27 d'abril de 1920)
- Mar Simon XXI Ishaya (20 de juny 1920 - 6 de novembre de 1975)
- Mar Dinkha IV (17 d'octubre de 1976- 26 de març de 2015)
- Mar Gewargis III (18 de setembre de 2015 -)